# 풍덕군
풍덕군(豊德郡)은 경기도에 존재했던 군으로 개풍군의 남부 지역에 해당한다.

## 연혁
- 1419년 : 해풍군(海豊郡)과 덕수현(德水縣)을 합쳐 풍덕군(豊德郡)이 되었다. 덕수현을 본관으로 한 씨족으로 덕수 장씨, 덕수 이씨 등이 있다.
- 1649년 : 부(府)로 승격
- 1823년 : 개성부에 편입되어 폐지
- 1866년 : 부활, 8개면 관할
  - 북면, 중면, 남면, 동면, 군남면, 서면, 군중면, 군북면
- 1895년 : 23부제 시행으로 개성부 관할이 됨
- 1896년 : 경기도 풍덕군
- 1914년 : 개성군에 흡수되어 폐지(7면)
  - 북면은 진봉면(進鳳面), 남면은 임한면(臨漢面)으로 각각 개칭되었고, 동면은 군남면 흥천리를 편입하여 흥교면(興敎面)으로, 서면은 군중면 광덕리를 편입하여 광덕면(光德面)으로, 군북면은 군중면 양사리를 편입하여 상도면(上道面)으로 각각 개칭되었다. 군중면과 군남면의 잔여지역을 합하여 대성면(大聖面)으로 하였으며, 중면은 그대로 존치되었다.
- 1938년 : 진봉면이 개성군 동면과 합쳐져 봉동면(鳳東面)이 됨